# Jamison City
Jamison City est une census-designated place située dans le comté de Columbia, dans l’État de Pennsylvanie, aux États-Unis. Lors du recensement de 2020, elle compte 111 habitants.